# Grupphastighet

Olika hastigheter av två vågor och deras svävningsmönster; den gröna pricken anger grupphastigheten, som modulationerna utbreder sig med; den röda pricken löper med vågornas fashastighet.

Grupphastighet är den hastighet som modulationer av en vågrörelse utbreder sig med. När våghastigheten är oberoende av frekvens, är grupphastigheten lika med vågens utbredningshastighet och med fashastighet. Detta är fallet för ljusets hastighet i vakuum och vid god approximation även för hastigheten av ljud. Men när vågen färdas i ett medium med dispersion, kan grupphastigheten båda ha större och lägre värden. Grupphastighet kan i många fall likställas med signalhastighet. 

## Beroendet på dispersion
Matematiskt kan man beskriva en fortskridande våg i en dimension med uttrycket
{\displaystyle y(x,t)=A\sin \left({\frac {2\pi x}{\lambda }}-{\frac {2\pi t}{\tau }}+\phi \right)=Ae^{i(kx-\omega t+\phi )},}
där k=2π/λ är det cirkulära vågtalet och ω=2πf är vinkelfrekvensen. En punkt med konstant fasfaktor kx-ωt+φ löper med en hastighet
{\displaystyle v_{\mathrm {fas} }={\frac {\omega }{k}}=f\cdot \lambda .}
Grupphastigheten är dock
{\displaystyle v_{\mathrm {grupp} }={\frac {\mathrm {d} \omega }{\mathrm {d} k}}.}
Detta kan man härleda genom att betrakta utbredningshastighet av två vågor med frekvenser ω1, ω2 och vågtalen k1, k2. Summan kan skrivas som medelfrekvensen modulerad med en amplitudfaktor {\displaystyle \sin((k_{1}-k_{2})x-(\omega _{1}-\omega _{2})t)}. Svävningarna utbreder sig därför med {\displaystyle (\omega _{1}-\omega _{2})/(k_{1}-k_{2})}. Vid infinitesimala skillnader i frekvens ger det resultatet ovan.
Sambandet mellan frekvens och våglängd kan ges med en funktion ω(k), en dispersionsrelation. I många fall är det dock hastigheten (fashastigheten) som ges som funktion av våglängd. Om man skriver {\displaystyle v_{\rm {fas}}k=\omega } in i definitionen för grupphastighet, får man
{\displaystyle v_{\mathrm {g} }=v_{\mathrm {fas} }+k{\frac {\mathrm {d} v_{\mathrm {fas} }}{\mathrm {d} k}},}
som enkelt kan skrivas i termer av våglängd {\displaystyle \lambda =2\pi /k} som
{\displaystyle v_{\mathrm {g} }=v_{\mathrm {fas} }-\lambda {\frac {\mathrm {d} v_{\mathrm {fas} }}{\mathrm {d} \lambda }}.}